# Аврам Аврамов (политик)
Вижте пояснителната страница за други личности с името Аврамов.
Аврам Тодоров Аврамов е български политик от Български земеделски народен съюз (БЗНС). Председател на Окръжното ръководство на БЗНС от 1959 година до 1978 година в Стара Загора. Член на УС на БЗНС. Народен представител от 1962 до 1986 г. Член на бюрото на Контролно-ревизионната комисия на БЗНС до 6 март 1990 г.

## Биография
Роден е на 3 април 1926 г. в село Помен, община Две могили, област Русе. Завършва средно образование в град Бяла. Става член на Българския земеделски младежки съюз в 1944 година. От 1978 г. до 1981 г. е заместник председател на Централния кооперативен съюз. От 1992 г. до смъртта в София на 14 януари 2006 г. е пенсионер.